# 와일드 오키드 2
《와일드 오키드 2》(Wild Orchid II: Two Shades Of Blue)는 미국에서 제작된 잘만 킹 감독의 1992년 드라마 영화이다. 니나 시마스즈코 등이 주연으로 출연하였고 데이비드 산더스 등이 제작에 참여하였다.

## 출연

### 주연
- 니나 시마스즈코
- 브렌트 데이비드 프레이저
- 웬디 휴즈
- 톰 스커릿
- 로버트 다비
- 크리스토퍼 맥도날드

### 조연
- 조 달레산드로
- 케이시 샌더
- 스타포드 모건
- 돈 블룸필드
- 리안 커티스

## 기타
- 협력프로듀서: 스티븐 캐민스키
- 미술: 리처드 아멘드
- 배역: 펀 카셀